# 许哲万
许哲万（韓語：허철만），是朝鲜民主主义人民共和国的政治人物。现任朝鲜劳动党中央委员会政治局候补委员、干部部长。

## 生平
2019年12月28日，朝鲜劳动党中央委员会第7期第5次总会上当选党中央委员会政治局候补委员、党中央委员会候补委员，同时党中央任命他为干部部长。